# Zietenhorst
Zietenhorst ist ein bewohnter Gemeindeteil im Ortsteil Wustrau-Altfriesack der Gemeinde Fehrbellin.

## Geographie
Zietenhorst liegt 10 Kilometer östlich der Ortslage von Fehrbellin und 8 Kilometer südlich der Ortslagen von Wustrau und Altfriesack. Der Gemeindeteil liegt mitten im Rhinluch.

## Geschichte
Die Siedlung wurde 1933 gegründet, zur Gründungszeit bestanden hier sechs Fachwerkhäuser, teilweise mit innenliegenden Stallungen. Die Siedlungsgesellschaft „Eigene Scholle“ aus Frankfurt (Oder) hatte das Gelände gekauft und begann mit dem Arbeiten zur Melioration des Rhinluchs. Es sollten sechs Höfe mit einer Größe von etwa 50 Hektar entstehen. Von 1939 bis 1945 wurde ein Arbeitslager betrieben, nach Beginn des Zweiten Weltkrieges kamen zwei Kriegsgefangenenlager hinzu. Die Gefangenen arbeiten bei der Entwässerung des Rhinluchs. Erst Anfang der 70er Jahre wurde das Rhinluch größflächig melioriert. Mitte der 60er Jahre wurde im Dorf die erste Straße angelegt – die Dorfstraße. Ab 1955 bekam das Dorf eine eigene Wasserversorgung.

Zietenhorst liegt auf einer Sandader und ist mit Wasser umgeben. Südlich liegt der alte Rhinkanal und Bütz, nördlich der Mühlen-Rhin. Zu erreichen ist der Ort über sieben Brücken. Zurzeit (Stand 2020) ist eine Brücke nach Linumhorst gesperrt. Diese Brücke wurde mehrfach als Filmkulisse genutzt.

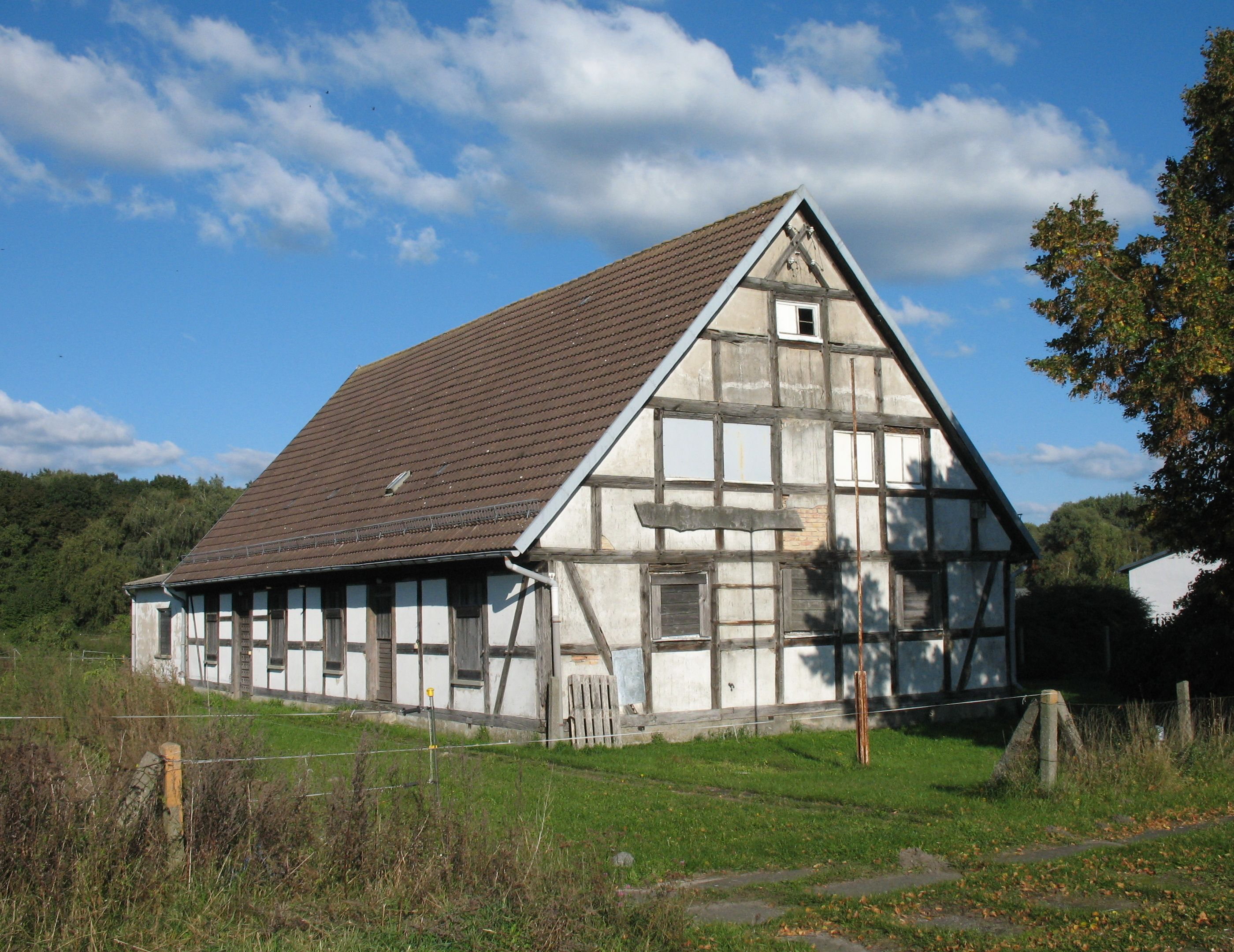
Zietenhorst 4

Von den sechs Häusern der Höfe sind noch fünf erhalten, die Nummer 4, 5 und 11 sind heute denkmalgeschützt.
- Zietenhorst 4: Das Haus wurde von 1939 bis 1941 erbaut. Nach 1945 wurde es als Gaststätte genutzt. Es ist ein eingeschossiges Fachwerkhaus mit Satteldach. Auf der einen Traufseite befinden sich zwei Eingänge, rechts und links von jedem Eingang ist ein Fenster.
- Zietenhorst 5: Das Haus wurde, genau wie das Haus Zietenhorst 4, von 1939 bis 1941 erbaut. Es ist ebenfalls ein eingeschossiger Fachwerkbau. Auf dem Dach befinden sich drei Schornsteine. Hinter dem Haus befindet sich eine Scheune, links vom Haus ein Eiskeller. Zu DDR-Zeiten wurde das Haus als Wohnung und Büro des VEG genutzt.
- Zietenhorst 11: Das Haus Zietenhorst entspricht in Bauzeit und Ausführung dem Haus Zietenhorst 5. Es ist ein eingeschossiges Fachwerkhaus mit drei Schornsteinen. In dem Haus befand sich ebenfalls eine Stallung und eine Wohnung.